# 李博士
李 博士（イ・パクサ、※実際の発音は2文字目の“바”の発音の有声音化により、"イバクサ“となる。韓国語: 이박사、1954年10月5日 - ）は、韓国のトロット歌手である。京畿道南楊州市磨石出身。“박사”(パクサ)は韓国語において、博士を意味する。
ポンチャック・テクノの第一人者として知られる。日本でのキャッチフレーズは「ポンチャックの帝王」。1990年代半ばに、日本においてポンチャックブームを引き起こした。芸名の由来は、バスガイド時代にレパートリーが多岐に渡ったことからファンに付けられたあだ名「新風(신바람)（シンパラム）」。

## 来歴・人物

### 生い立ち
京畿道でパンソリを教える両親のもとに生まれる。ディープ・パープルなどのロック、ハードロックに影響を受けたが、生活のために歌謡スタイルへと音楽性を移行させる。

### デビュー
様々な職業を経て、1978年から観光バスのガイドを11年務める。独特の歌唱が話題となり、営業歌手に転身。
1989年、歌声を聴いた音楽関係者の発案でカセットテープアルバムを製作。以後20余本のテープが非正規販売でありながら、累計100万本以上を売り上げた。
しかし、韓国内においてポンチャックは中高年向けのダンスミュージック、あるいは長距離ドライバーの眠気覚ましとして軽んじられ、音楽的な評価をあまり得られないまま低迷期を迎える。

### 日本での人気
日本で根本敬、湯浅学、船橋英雄の3人が結成した幻の名盤解放同盟が、書籍『ディープ・コリア』などで李博士を含むポンチャックを紹介する。
1996年3月、キューンミュージックと韓国ソニーが共同で企画し、シングル「李博士のポンチャクディスコ パート1&2」で日本デビュー。4月、アルバム「李博士のポンチャク大百科」をリリース。江原道アリランの替え歌で金鳥「コックローチS」のCMに出演。
電気グルーヴの武道館公演の前座を務める。石野と瀧によればその時すでにポンチャックに飽きていたというが、5月に電気グルーヴとのコラボアルバム「ひらけ！ポンチャック」発売。フジテレビ「HEY!HEY!HEY! MUSIC CHAMP」にダイアナ・ロスに次ぐ2人目の海外ゲストとして出演。9月、シングル「李博士の2002年宇宙の旅」リリース。12月、アルバム「李博士のポンチャックで身長が5cm伸びた」リリース。
1997年10月、明和電機とのコラボアルバム「オレは宇宙のファンタジー」発売。2000年、日本における人気を受け、逆輸入される形で韓国ファーストアルバム「SPACE FANTASY」を発売。

### ベストセラー
2001年、自伝『한번 만나 볼까요?』（一度会いませんか？）を出版し、ベストセラーとなる。儒教社会が色濃い韓国で低学歴は低評価の対象だが、「家が貧乏すぎて中学校に行く金がなかった」と告白をしたことで、逆に「苦労して実力で生きてきた人」と評価された。離婚しても引っ越す金がなく、前妻と後妻が一時同居していたという記述もある。しかしその後、足の怪我や詐欺被害、後妻との離婚などもあり目立った活動は見られなくなった。

### 現在
2012年8月、レゲエバンドWindy Cityと「Monkey Magic」のカバー「우주몽키（Space Monkey）」をコラボし、仁川ペンタポート・ロック・フェスティバルにもゲスト参加。10月、PSYの「江南スタイル」ブームの余波を受け、配信限定シングル「イ・パクサ～リアル・ポンチャッカー」をリリース。
2013年3月、光州MBCのインディーズライブ番組「文化コンサート乱場」で、Windy Cityと共演。
2014年3月、俳優兼歌手のイム・チャンジョンの曲「임박사와 함께 춤을（Shall We Dance With Dr. Lim）」に参加。アドリブ録音の中から曲にふさわしい部分が採用され、11月発表のMVにも出演した。イムは李について、「国籍不明の特異な音楽にするため直接お願いした」「天性のノリが驚異的」「とても謙虚な方」と語った。4月、プロアマ参加のオーディション番組「トロットX」に出演。以前、李に対し否定的な言動をしたトロット界の重鎮テ・ジナらの前で歌唱し話題となる。
2017年秋、DJ兼プロデューサーである250のアルバム「뽕을 찾아서」に参加し、Teaser映像にも出演。
2020年、第28回大韓民国文化芸能大賞 成人歌謠大賞（トロット部門）で優秀賞を受賞した。
2023年現在も、各地のイベントやネットテレビ出演などで活躍している。

## ディスコグラフィ

### 日本

#### シングル
- YOUNGMAN　（1996年3月21日）
- I LOVE FIFA WORLD CUP（1996年9月1日） - 2002 FIFAワールドカップ開催を祝福する歌詞の楽曲。『進め!電波少年』エンディングテーマとして採用されていた時期もある。

#### アルバム
- ポンチャック大百科（1996年4月1日）
- ひらけ！ポンチャック（1996年5月2日） - 李博士vs電気グルーヴ名義。石野卓球、砂原良徳によるリミックスも収録。
- 李博士の2002年宇宙の旅（1996年9月1日）
  - 2002年5月22日に再発売
- 李博士のポンチャックで身長が5cm伸びた！（1996年12月12日）
- オレは宇宙のファンタジー（1997年10月1日） - 明和電機とのユニット「アリラン明電」名義。

#### DVD
- 李博士の八十日間世界一周ポンチャック（2004年12月22日）

### 韓国
- シンパラム・李博士1集(1989 TGR Reissue-HSR)（日本盤：新風・アッパーポンチャック(TGR-sound speas-P-vine)）
- シンパラム・李博士2集(1989 TGR Reissue-HSR)（日本盤：マンモス・復刻シリーズ　シンパラム・李博士2集(HSR-sound speas))
- シンパラム・李博士3集(1989 TGR Reissue-HSR)（日本盤：続新風・ハイパーな俺(TGR-sound speas-P-vine))
- ユヘンガポンチャック(1989 TGR Reissue-HSR)
- クッコリ(1989 TGR Reissue-HSR)（日本盤：マンモス・復刻シリーズ　クッコリ(HSR-sound speas))
- アッサ・チョア1集(1990 oasis)
- アッサ・チョア2集(1990 oasis)
- アッサ・チョア3集(1990 oasis)（日本盤：アッサチョア(oasis-sound speas)）
- 歌う李博士(1)(1990 oasis)
- ソウルカムパギ(1993 TGR)（日本盤：ソウルカムパギ(TGR-sound speas))
- DISCO モッテロ・マムデロ
- E-PAK-SA SPACE FANTASY(2000)
- 2pak4 Winter Tech-pon(2000)
- シンパラム～E-PAK-SA(2000)
- エスノレ・テクノ(2000)
- PON-CHAK REVOLUTION(2001)
- Pak-Sa Emotion & Revolution(2001)
- インターネットテクノ(2002)
- epaksa.oo3（2003）
- epaksaキャロル2003(2003)
- Highway Rap Dancing(2006)
- Ya Ya Ya (2009)
- Ya Ya Ya 3(2011)
- 레알 뽕짝커(2012)
- 술이 웬수다(2020)

## 書籍
- 『한번 만나 볼까요? (좋아좋아 신바람 이박사)』  돋을 새김（出版）、2000年12月27日、ISBN 978-8-9886-0119-8。
  - 本名のイ・ヨンソク（이용석）名義で執筆された自伝エッセイ

## 受賞歴
- 第28回大韓民国文化芸能大賞 成人歌謠大賞 優秀賞 [15]

## 参考サイト
- SMEイ・パクサ総合ページ
- 怒涛のテクノポンチャッカーE-PAK-SAの館
- MySpace Epaksa
- http://fancymag.com/epaksa.html
- 🎵 신바람 이박사 🎵 - YouTube - 2021年当時の所属事務所ビッグダディエンターテイメント（韓: 빅대디엔터테인먼트）によるプレイリスト